# Kaffemik
Kaffemik är en festtradition i Grönland. Den kan liknas vid ett öppet hus med fika, där varje gäst stannar en stund, och sedan går för att lämna plats för nya gäster. Men man kan också komma tillbaka lite senare, när strömmen av kaffedrickare har avtagit. Det hela kan pågå i timmar, då hela bygdens befolkning turas om att avlägga besök.  Kaffemik är vanligt vid födelsedagar, barndop och andra högtider. 
Mik är ett grönländskt ord för sällskaplig sammankomst. 